# Маринов, Иван (военачальник)
Иван Крыстев Маринов (болг. Иван Кръстев Маринов; 6 января 1896, София — 18 августа 1979, там же) — болгарский военачальник, генерал-лейтенант (1944), военный министр (1944), главнокомандующий армией (1944—1945).

## Семья и образование
Сын генерал-майора Крыстю Маринова, героя 2-й Балканской войны. Окончил Первую мужскую гимназию в Софии, Военное училище (1915). Специализировался во Франции (1924—1925) и в Италии (1932—1933). Окончил Военную академию в Софии (1930).

## Военная служба
- В 1912—1913, во время Балканских войн, служил добровольцем в 1-м конном полку.
- В 1913—1915 учился в Военном училище, затем участвовал в Первой мировой войне.
- В 1916 — командир взвода в 15-м пехотном полку.
- В 1917—1918 — лётчик во 2-м аэропланном отделении.
- Затем служил в 21-м пограничном участке и в жандармерии, позднее (до 1927) был летчиком в авиационной группе, размещённой на аэродроме Божурище. В 1927 вступил в Военный союз.
- В 1927—1930 учился в Военной академии.
- В 1930 вновь служил в авиационной группе.
- В 1931 — офицер в Генеральном штабе.
- В 1931 — начальник баллонной группы.
- В 1931—1933 — командир авиационной группы.
- В 1934 — начальник Военно-технической службы.
- В 1934—1935 — инспектор классов Военного училища.
- В 1935—1936 — начальник разведывательного отдела Генерального штаба.
- В 1936—1939 — военный атташе во Франции.
- В августе-октябре 1939 — начальник штаба 3-й армии.
- В 1939—1940 — начальник отдела снабжения в Дирекции гражданской мобилизации.
- С 1 ноября 1940 по 12 июня 1942 — командир 6-й Бдинской пехотной дивизии.
- С 18 июня 1942 по 3 сентября 1944 — командир 15-й Охридской пехотной дивизии.

## Военный министр
2 сентября 1944 генерал Иван Маринов был назначен военным министром в новом правительстве страны, сформированном Константином Муравиевым и составленном из антинацистски настроенных либеральных политиков, ориентированных на Запад и ранее находившихся в оппозиции правящему режиму. Для СССР, стремившегося установить контроль над Болгарией, такой состав правительства был политически неприемлем. 5 сентября СССР объявил Болгарии войну, основываясь на том, что новое правительство не предпринимает никаких реальных шагов против Германии. Однако за несколько часов до этого болгарское правительство приняло решение об объявлении войны Германии, но генерал Маринов настоял на том, чтобы отложить его на 72 часа, мотивируя это военными соображениями.
Во время прихода к власти просоветских сил 9 сентября 1944 Маринов отдал приказы воинским частям не оказывать сопротивления и исполнять все указания новой власти, нейтрализовал командиров верных правительству подразделений, обеспечив победу Отечественного фронта. Болгарский историк М. Минчев назвал его «троянским конём» в правительстве Муравиева. После свержения правительства Муравиева генерал Маринов оказался его единственным членом, который продолжил карьеру при новом режиме.

## Деятельность после 9 сентября 1944
9 сентября 1944 года генерал Маринов был назначен главнокомандующим болгарской армией, осуществлял общее руководство её действиями против немецких войск. 12 июня 1945 года он стал главным инспектором армии и начальником боевой подготовки.
В январе 1945 года Иван Маринов был обвинен как военный преступник в Греции, греческое правительство обратилось с просьбой о его выдаче для суда по обвинениям в совершении военных преступлений и преступлений против человечности, против греческого народа вместе с немецкими и итальянскими военными в качестве командира болгарской 15-й пехотной дивизии Охрида 1942—1944 годов, которая оккупировала Македонию.
Хотя дивизия под командованием Маринова занимала территорию Македонии, которая находится на территории Югославии, а не Эгейской Македонии, принадлежащей Греции (в которой находились немецкие и итальянские войска, а не болгарские), наряду с Мариновым в тех же преступлениях, обвиняли его адъютанта майора доктора Бангиева, который был мобилизован офицером из резерва армии.
С помощью правительства Отечественного фронта и советского главнокомандующего во главе с Федором Толбухиным и Сергеем Бирюзовым разведывательный отдел в штабе армии, известный как РА, начал операцию по спасению Маринова, считает его адвокат македонский болгарин Стоян Бояджиев, который имел связь с генералом Оксли, британским представителем в Комиссии управления союзников по перемирию с Болгарией, которая была связана с британским командованием в Греции.
28 февраля 1946 года Маринов стал полномочным министром (посланником) Болгарии в Париже, в то время как его помощник майор Бангиев и другие обвиняемые, как военные преступники были выданы Греции.
В 1946—1947 годах был полномочным министром (посланником) во Франции, занимался подготовкой заключения болгаро-французского соглашения. В 1947—1950 годах — полномочный министр в центральном аппарате министерства иностранных дел. В 1950—1953 — преподаватель истории военного искусства в Военной академии. 1 октября 1953 году вновь был уволен в запас. В 1963—1979 годах — председатель Военно-исторического научного общества.

## Звания
- С 12 марта 1916 — подпоручик;
- С 14 октября 1917 — поручик;
- С 30 января 1923 — капитан;
- С 31 октября 1930 — майор;
- С 26 августа 1934 — подполковник;
- С 3 октября 1938 — полковник;
- С 6 мая 1943 — генерал-майор;
- С 18 ноября 1944 — генерал-лейтенант.

## Награды
- орден «За храбрость» 3-й степени, 1-го класса и 4-й степени, 2-го класса.
- орден «За военные заслуги» 2-й степени.
- орден «Народная республика Болгария» 1-й степени.
- орден Суворова 1-й степени (СССР).

## Военные труды
Автор военно-теоретических и военно-исторических работ, в том числе «Отступление 4-й армии от Брегальницы 1913» (1930), «Характеристика нашей промышленности в мирное время в связи с нуждами во время войны. Проект плана мобилизации нашей промышленности» (1931), «Общеевропейская война. Восточный (русский) военный театр (1914—1918)» (1934), «Тактика воздушной войны» (1935), «История Второй мировой войны и Великой Отечественной войны СССР. Отечественная война Болгарии. Лекции, читанные в Военной академии» (1951).
Публиковал статьи в изданиях «Народна отбрана» (1929—1935); «Военен журнал» (1931—1935); «Артилерийски преглед» (1932); «Известия на Военноисторическото научно дружество» (1966—1972); «Военноисторически сборник» (1967). В 1968—1969 опубликовал в издании «Исторически преглед» статьи «Пять дней в правительстве К. Муравиева» и «Болгарская армия и наша социалистическая революция».